# 斯托克顿 (艾奥瓦州)
斯托克頓（英語：Stockton）是一個位於美國愛荷華州馬斯卡廷縣的城市。

## 地理
斯托克頓的座標為41°35′29″N 90°51′28″W / 41.59139°N 90.85778°W，而該地的平均海拔高度為222米（即728英尺）。

## 人口
根據2010年美國人口普查的數據，斯托克頓的面積為0.28平方千米，當中陸地面積為0.28平方千米，而水域面積為0.00平方千米。當地共有人口197人，而人口密度為每平方千米703人。